# Robert Wetsel Mitchell
Robert Wetsel Mitchell (25 d'abril de 1933 - 18 de març de 2010) va ser un zoòleg d'invertebrats, biòleg de coves i fotògraf texà. Els seus estudis se centraven principalment en els aràcnids però també era conegut com a especialista en planàries (triclàdides). Mitchell va publicar nombrosos articles sobre aquest grup entre l'any 1968 i l'any 2004, la majoria juntament amb el planariòleg japonès Masaharu Kawakatsu.
Mitchell va aconseguir el Bachelor of Science (llicenciatura en ciències) l'any 1954 i el Master of Science (màster en ciències) l'any 1955 per la Universitat de Texas Tech. L'any 1961 va aconseguir el títol de PhD per la Universitat de Texas a Austin. De l'any 1955 a l'any 1957 va servir al United States Air Force Medical Service.
Mitchell va descriure una família, dos gèneres i nou espècies de planàries noves per a la ciència. També va descriure gèneres i espècies d'escorpins com Typhlochactas, Typhlochactas reddelli, Typhlochactas rhodesi i Sotanochactas elliotti.